# Beni Maouche
Beni Maouche è un comune dell'Algeria, situato nella provincia di Béjaïa.